# Dongjiao, Fujian
Dongjiao (kinesiska: 东峤) är en köping i sydöstra Kina. Den ligger i stadsdistriktet Xiuyu i staden Putian i provinsen Fujian, omkring 91 kilometer söder om provinshuvudstaden Fuzhou. Antalet invånare är 89 173. Befolkningen består av 46 277 kvinnor och 42 896 män. Barn under 15 år utgör 18,0 %, vuxna 15-64 år 72 %, och äldre över 65 år 8,0 %.